# جون إس. هاريس
جون إس. هاريس (بالإنجليزية: John S. Harris)‏ هو سياسي أمريكي، ولد في 18 ديسمبر 1825 في الولايات المتحدة، وتوفي في 25 يناير 1906 في نفس البلد. حزبياً، نشط في الحزب الجمهوري. وقد انتخب عضو مجلس ولاية لويزيانا وانتخب عضو مجلس الشيوخ الأمريكي.